# پینگ یائو
شهر قدیمی پینگ یائو در ۷۱۵ کیلومتری پکن در استان شانشی، چین است. پینگ یائو در دوران سلسله چینگ، یک مرکز مالی در چین بود است. دیواره‌های باستانی شهر به خوبی حفظ شده‌اند. این شهر تاریخی در سال ۱۹۹۷ در میراث جهانی یونسکو به ثبت رسید.